# Joseph V. Flynn

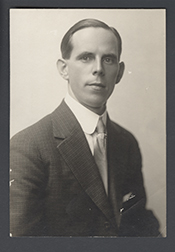
Joseph V. Flynn

Joseph Vincent Flynn (* 2. September 1883 in Brooklyn, New York; † 6. Februar 1940 ebenda) war ein US-amerikanischer Jurist und Politiker. Zwischen 1915 und 1921 vertrat er den Bundesstaat New York im US-Repräsentantenhaus.

## Werdegang
Joseph Vincent Flynn besuchte öffentliche Schulen und die Boys High School von Brooklyn. Dann graduierte er 1904 am City College of New York und 1906 an der Brooklyn Law School der St. Lawrence University. Seine Zulassung als Anwalt erhielt er im selben Jahr und begann danach in New York City zu praktizieren. Politisch gehörte er der Demokratischen Partei an. Bei den Kongresswahlen des Jahres 1914 wurde er im dritten Wahlbezirk von New York in das US-Repräsentantenhaus in Washington, D.C. gewählt, wo er am 4. März 1915 die Nachfolge von Frank E. Wilson antrat. Er wurde im Jahr 1918 wiedergewählt. Da er auf eine erneute Kandidatur im Jahr 1920 verzichtete, schied er nach dem 3. März 1921 aus dem Kongress aus. Danach war er wieder in New York City als Anwalt tätig. Flynn nahm in den Jahren 1925 und 1927 als Delegierter an den Democratic State Conventions teil. Er lebte bis zu seinem Tod am 6. Februar 1940 in Brooklyn. Sein Leichnam wurde auf dem Calvary Cemetery in Long Island City beigesetzt.